# Эддисон, Уильям Роберт Фонтейн
Уильям Роберт Фонтейн Эддисон (англ. William Robert Fountaine Addison, 1883—1962) — британский священник, герой Первой мировой войны.

## Биография
Родился 18 сентября 1883 года в Кранбруке (графство Кент, Англия).
Во время Первой мировой войны служил военным священником в корпусе британских войск в Месопотамии. 9 апреля 1916 года в одном из боёв под Санна-и-Ят находился на передовой и под пулемётным и шрапнельным огнём выносил раненых с поля боя и оказывал им первую помощь. За этот подвиг он 26 сентября 1916 года был награждён высшим британским военным знаком отличия — Крестом Виктории. Торжественное вручение награды состоялось 3 августа 1917 года в Букингемском дворце. Российский император Николай II в июле 1916 года пожаловал Эддисону орден св. Георгия 4-й степени.
По окончании войны Эддисон перешёл в ведомство Главного капеллана армии и служил в британских войсках в Англии, Хартуме, на Мальте и в Шанхае.
Во время Второй мировой войны Эддисон был помощником генерал-капеллана Южного Уэльса.
Скончался 7 января 1962 года в деревне Сент-Леонард-он-Си (Восточный Суссекс).